# Bötzingen
Bötzingen è un comune tedesco di 5 249 abitanti, situato nel land del Baden-Württemberg.